# Sapindi

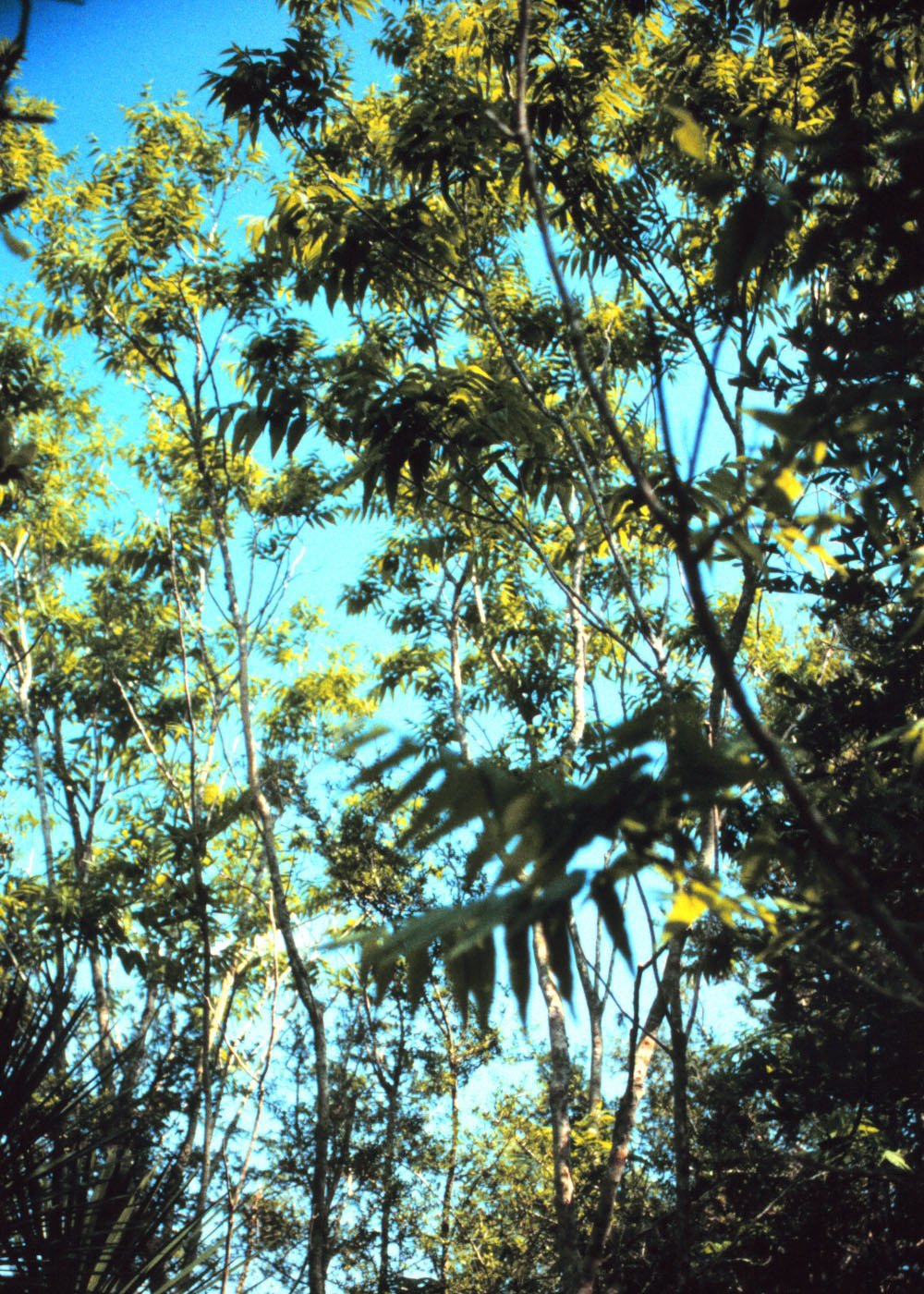
Sapindus

Sapindi, na classificação taxonômica de Jussieu (1789), é uma ordem botânica da classe Dicotyledones, Monoclinae (flores hermafroditas ), Polypetalae ( corola com duas ou mais pétalas) e estames hipogínicos (quando os estames estão inseridos abaixo do nível do ovário).
Apresenta os seguintes gêneros:
- Cardiospermum, Paullinia, Sapindus, Talisia, Aporetica, Schmidelia, Ornitrophe, Euphoria, Melicocca, Toulicia, Trigonis, Molinaea, Cossignia, Matayba, Enourea, Cupania, Pekea.